# Colpognathus postfurcalis
Colpognathus postfurcalis là một loài tò vò trong họ Ichneumonidae.